# Tian – Das Geheimnis der Schmuckstraße

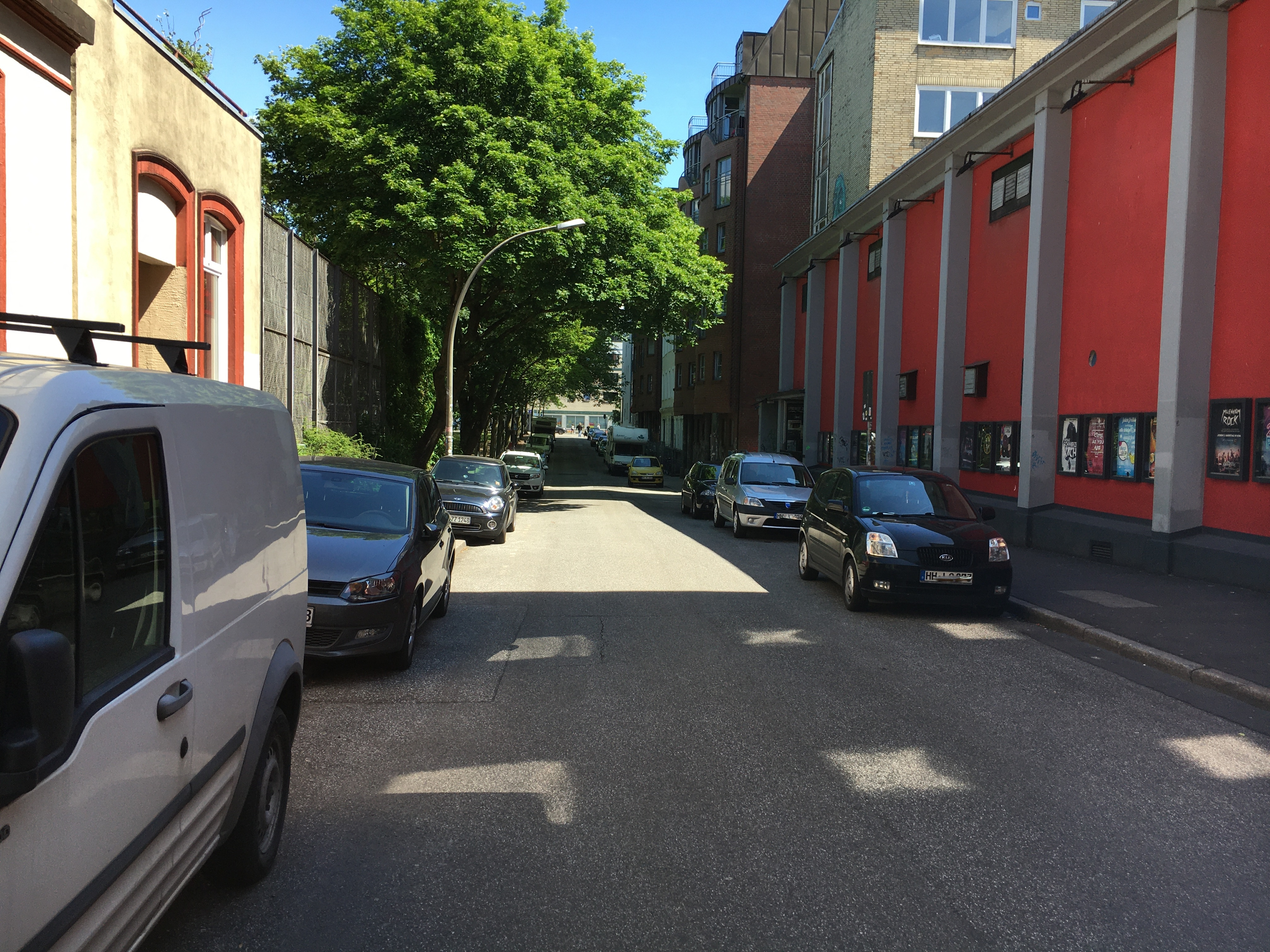
Im Hamburger Chinesenviertel beziehen die Winters ihre neue Wohnung (Drehort Schmuckstraße).

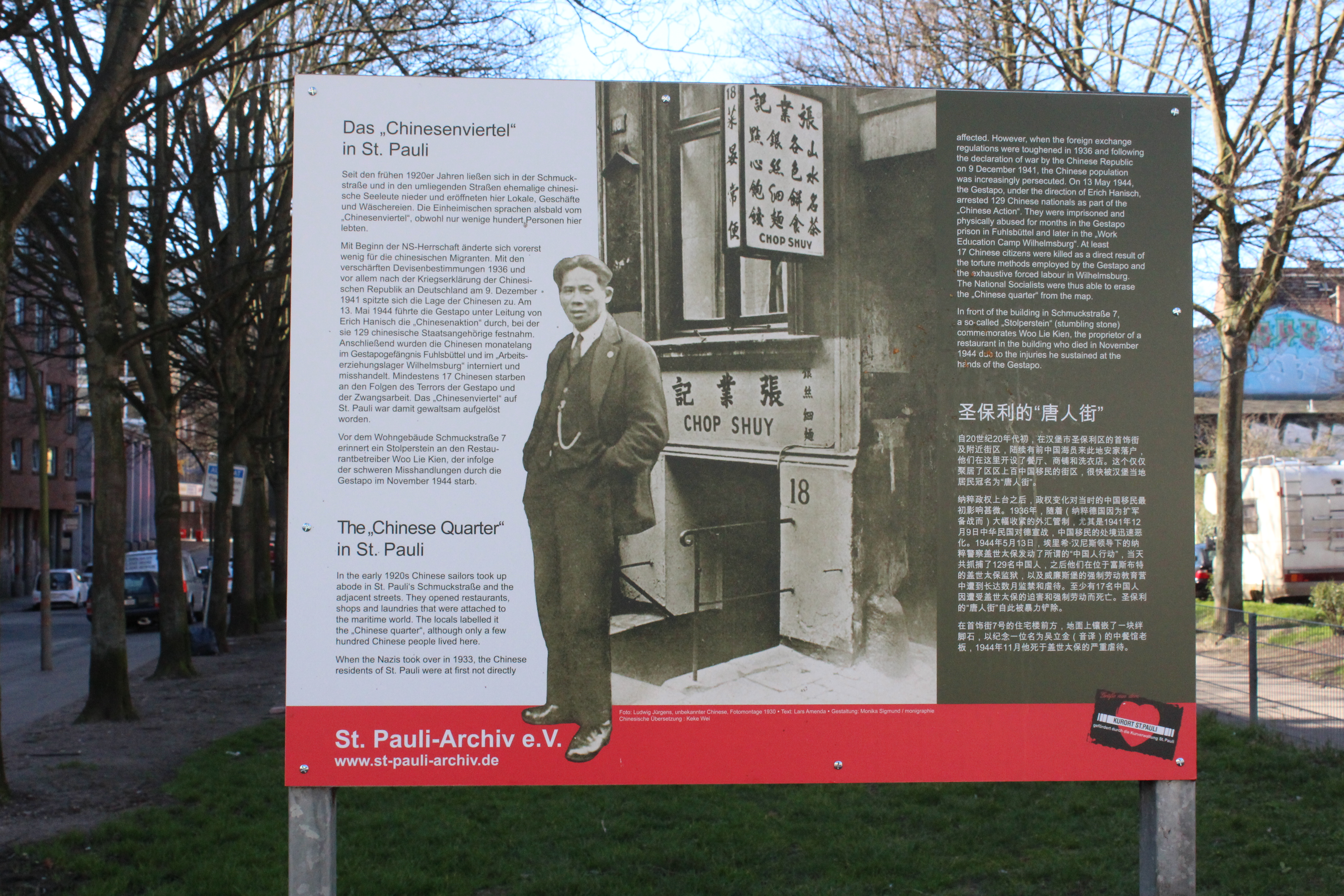
In der Schmuckstraße erinnert heute eine Gedenktafel an die Auflösung des Viertels 1944.

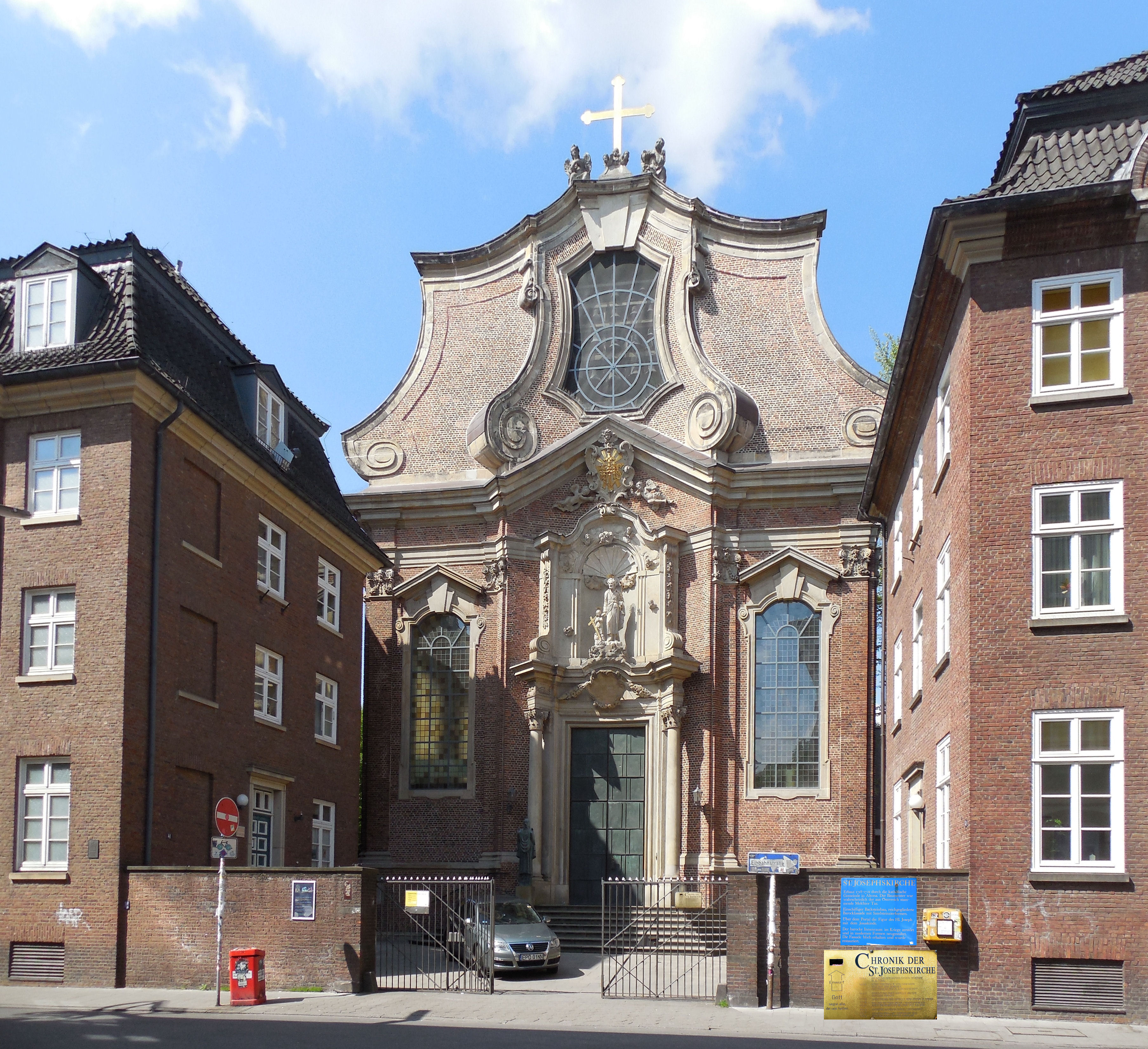
Die katholische St.-Joseph-Kirche am westlichen Ende der Schmuckstraße spielt eine wichtige Rolle in dem Film.

Tian – Das Geheimnis der Schmuckstraße ist ein deutscher Mysterythriller von Damian Schipporeit aus dem Jahr 2017. In den Hauptrollen spielen Katharina Schüttler und Stephan Kampwirth ein Ehepaar, welches in seiner Hamburger Wohnung von einem Fluch heimgesucht wird. Der Film wurde am 10. Oktober 2017 auf dem Filmfest Hamburg uraufgeführt und erstmals am 25. Oktober 2018 im Fernsehprogramm des NDR ausgestrahlt.

## Handlung
Michael Winter zieht mit seiner Frau Friederike und ihrer Tochter Selma von Dubai nach Hamburg zurück, da der erfolgreiche Bauingenieur seinen Job verloren hat und jetzt eine neue Aufgabe sucht. Sein Schwiegervater Heinrich hat ihnen in der Schmuckstraße in St. Pauli eine Altbauwohnung besorgt, welche direkt neben seiner liegt. Diese steht schon seit vielen Jahren leer, nachdem die frühere Mieterin, eine Chinesin, gestorben ist. Die Wohnung ist ausgestattet mit alten Möbeln, an einigen Stellen kommt die Tapete von der Wand, an einer Stelle prangt ein chinesisches Schriftzeichen. Tochter Selma beginnt merkwürdiges Verhalten an den Tag zu legen. So spricht sie mit imaginären Freunden und erleidet in der Schule plötzlich einen epileptischen Anfall. Friederike scheint in eine schizophrene Episode zu rutschen, sie versucht die Geschichte der früheren Bewohnerin zu recherchieren. Michael muss sich deswegen fast allein um Selma kümmern. An mögliche Geister in der Wohnung will er nicht glauben.
Als Friederike plötzlich verschwunden ist, muss Michael selbst Nachforschungen anstellen. Heinrich möchte ihm nichts sagen, sondern erwidert Michael, er möge sich doch nicht in alte Sachen einmischen, er sei hier nicht erwünscht. Von der chinesischen Besitzerin einer Bar erfährt Michael etwas über die Vergangenheit des Hamburger Chinesenviertels. Um die Schmuckstraße herum haben sich Chinesen angesiedelt und hier ihre Geschäfte, unter anderem Wäschereien und Restaurants, betrieben. 1944 ließ die Gestapo das Viertel im Rahmen der Chinesenaktion räumen und verhaftete viele Chinesen, einige starben später an den Folgen von Misshandlungen und Zwangsarbeit. Michael stellt Heinrich erneut zur Rede. Dieser erzählt ihm, dass er als Kind mit den chinesischen Kindern befreundet war und sie bei Razzien im Keller versteckt hätten. Als die Gestapo das Viertel durchsuchte, sollte Heinrich seine Freunde eigentlich durch einen Tunnel unter der Straße in Sicherheit bringen. Doch aus Angst sei er geflüchtet. Als die Gestapo sie im Keller fand, hat sie die Kinder einfach da unten eingesperrt und ersticken lassen.
Michael macht sich auf die Suche nach dem geheimen Tunnel, den er schließlich gemeinsam mit Selma findet. Er kann die Luke öffnen, was Heinrich im Krieg nicht tat, und entdeckt Friederike auf dem Boden. Als Michael bei ihr ist, liegt sie im Sterben. Selma gibt dem Geist eines Kindes dessen Plüschtier zurück, welches sie in der Wohnung fand. Friederike öffnet daraufhin die Augen.
Ein Jahr später arbeitet Michael wieder als Bauingenieur am Hamburger Flughafen. Er besucht mit Friederike und Selma einen Gedenkstein, der an die Ereignisse in der Schmuckstraße von 1944 erinnert.

## Produktion
Der Film wurde vom 7. März 2017 bis zum 7. Mai 2017 in Hamburg gedreht. Drehorte in Hamburg-St. Pauli waren die Schmuckstraße mit der St.-Joseph-Kirche, die Große Freiheit und die Hong Kong Bar am Hamburger Berg.
Die historische Hintergrundgeschichte des Films basiert auf wahren Gegebenheiten. Die Verhaltung und Deportation der chinesischen Familien fand 1944 im Rahmen der sog. Chinesenaktion tatsächlich in der Schmuckstraße statt, die damals inmitten des Hamburger Chinesenviertels lag. Die Idee für den Film sei Drehbuchautor und Produzent Stefan Gieren in China beim Shanghai-Filmfestival gekommen, da er als Hamburger dort erstmals von der Existenz des Chinesenviertels gehört habe. Für die Recherchen habe er mit dem Historiker Lars Amenda zusammengearbeitet. Im Zusammenhang mit den durch Amenda zusammengetragenen Namen zuvor unbekannter Opfer konnte ein Stolperstein in der Schmuckstraße verlegt werden.
Claudia Geisler-Bading, welche die Lehrerin von Stella spielt, ist im wirklichen Leben die Mutter von Bella Bading.

## Rezeption

### Kritiken
Das Lexikon des internationalen Films vergibt in seiner Rezension insgesamt 2 von 5 Sternen für den Film. Denn der „symbolisch überfrachtete und zudem historisch-didaktisch unterfütterte Mystery-Horrorfilm türmt Rückblende auf Rückblende und bedient sich im Übermaß typisierender Genreelemente. Der Schrecken des Verdrängten wird durch bloße Erkenntnis gebannt, ein Ausgleich oder Fragen der Vergeltung spielen keine Rolle“.
Volker Bergmeister kommt in seiner Besprechung auf tittelbach.tv hingegen auf insgesamt 4 von 6 Sternen. Die Geschichte sei mit den fürs Genre typischen Mysteryelementen inszeniert, es werde nichts ausgelassen. Die stimmungsvolle Musik von Florian Tessloff trage wesentlich zum Effekt bei. Dennoch findet der Kritiker nicht alles gelungen, denn der Film wolle zuweilen zu viel, auch sei dem Ende ein melodramatischer Touch nicht ganz abzusprechen. Als klassischen Geisterhaus-Thriller solle man den Film wegen fehlender Originalität in der Umsetzung nicht bezeichnen. Die Verbindung mit den historischen Fakten machten ihn aber durchaus sehenswert. Das Ensemble Kampwirth, Schüttler und Beyer trage durch ihr versiertes Spiel den Film. Lob findet der Kritiker zudem für Bella Bading, die man vermutlich demnächst noch öfter sehen dürfe.